# ایتو میوجی
ایتو میوجی (به ژاپنی: 伊東 巳代治 Itō Miyoji); ۷ مهٔ ۱۸۵۷ – ۱۹ فوریهٔ ۱۹۳۴) سیاستمدار، وزیر، Newspaper Owner اهل ژاپن بود.